# Alisher Ganiyev
Alisher Ganiyev (ur. 2005) – uzbecki zapaśnik walczący w stylu klasycznym. 
Srebrny medalista mistrzostw Azji w 2025. 
Mistrz świata U-23 w 2024. Trzeci na MŚ juniorów w 2023. Mistrz Azji juniorów w 2023 roku. 